# Variométer

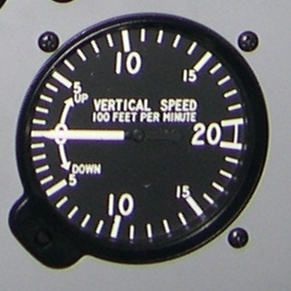
Variométer

A variométer a repülőgépekben használt (legtöbbször szelencés kivitelű) műszer, amely a jármű függőleges sebességét méri. Használatával a pilóta meg tudja állapítani az emelkedés illetve a süllyedés megfelelő sebességét, illetve műszeres repülés esetén az optimális repülési szöget. A műszer működési elve a késleltetett nyomáskiegyenlítődésen alapul, így a levegőben bármely magasságon haladó repülőgép magasságváltozásának tendenciáját képes kijelezni. Vízszintes repülésnél a műszer kijelzése nulla, így segítve a pilótát az egyenletes (emelkedés- és süllyedésmentes) repülés fenntartásában.

## Mechanikus változatok

Szelencés variométer:
1. Kiegyenlítőtartály
2. Statikus nyomású műszerház
3. Kapilláris nyomásvezetőcső a szelencéhez
4. Statikus nyomásvezetőcső a műszerházhoz
5. Szelence
6. Mutató áttétel

### Szelencés variométer
A műszerben egy úgynevezett nyitott szelence (Vidi szelence) található, amelybe a külső levegőt egy csövön vezetik be, míg a szelencét körülvevő műszerházba csak egy apró furatú kapilláris csövön képes a levegő be-, illetve kijutni. Az emelkedéssel egyenes arányban a levegő nyomása csökken, tehát a szelencébe vezetett levegő nyomása is. A szelencét körülvevő külső tér nyomása pedig csak idővel képes kiegyenlítődni az apró furaton keresztül. A különbség hatására a szelence tágulni (ellenkező esetben összehúzódni) képes. Ez az elmozdulás megfelelő áttételen keresztül megjeleníthető egy mutató segítségével. A magasságváltozás megszűnésekor néhány másodperc múltán kiegyenlítődik a szelencében és a körülötte lévő műszerházban a nyomás, így a műszer mutatója visszaáll a középen elhelyezkedő nulla értékre. A skála beosztása direkt úgy van kialakítva, hogy a mutató elmozdulása egyben jelzi a magasságváltozás irányát is, és a mutató kitérésének mértéke számszerűleg mutatja a változás sebességét is. A keleti gyártású műszereken m/s-ban, míg az angolszász műszerek ft/min-ben (feet per minute, láb/perc) mutatják az emelkedési vagy süllyedési sebességet.  Az alkalmazott kapilláris csöves megoldás egyben azt is eredményezi, hogy a műszer "lomha" és sokat "késik", ami csak a motoros repülésben elfogadható. A vitorlázó repülőgépek pilótáinak sokkal érzékenyebb és főleg gyorsabb variométerre van szükségük, hogy az épp megtalált termikek emelőhatását azonnal láthassák a műszeren. Az egyik kisegítő megoldásként egy kiegyenlítő tartályt kötnek a műszerházhoz, ezzel növelve annak térfogatát, ami érzékenyebb mérést biztosít.

### Torlólapos variométer
Ennél a variométer típusnál egy torlólap forog a műszerházban a mutatóval együtt. A torlólap egyik oldalához a külső levegőt vezetik, ebben a térrészben a statikus nyomás jelenik meg. A másik oldalhoz a zárt kiegyenlítő tartály csöve csatlakozik. A kapillárishatást a torlólap és a műszerház közötti rés biztosítja, a mutatót pedig rugók térítik vissza a nulla jelzéshez, ha a nyomás egyenlő a két oldalon. Ezzel a megoldással sokkal gyorsabb reagálású variométert lehet létrehozni, bár a kiegyenlítődésre ebben az esetben is szükség van, tehát ez a műszer sem tudja követni a magasságváltozást pillanatszerűen.

## Elektronikus változatok

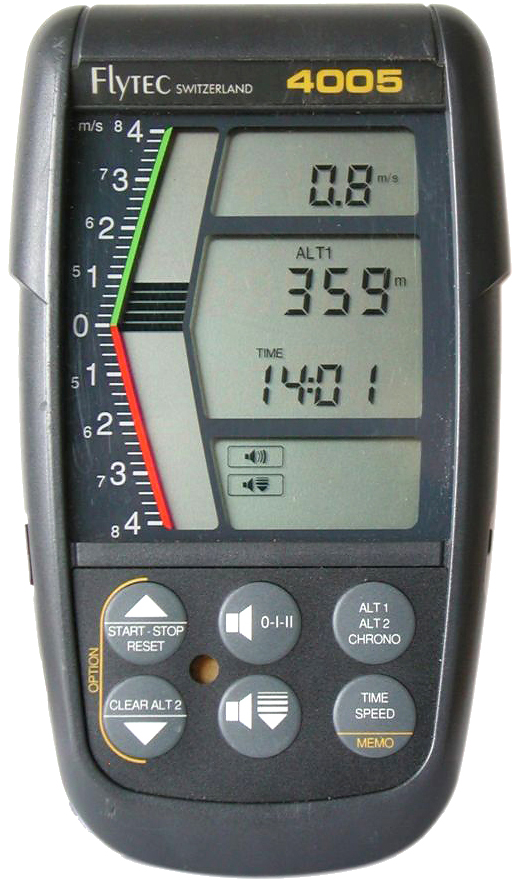
Elektromos barometrikus variométer

### Szenzoros nyomásmérés-alapú variométer
Az egyik megoldás szerint elektromos nyomásérzékelők segítségével mérik a statikus nyomás, valamint a segédtartályban a kapilláris csövön keresztül kiegyenlítődő nyomás különbségét. A műszer kijelzése ebből az eltérésből fakad, ám a szelence mechanikus méretváltozását nélkülözve, a mérés tisztán elektromos jelekből adódik. Az eszköz késedelmes reagálása itt is probléma, mint a korábban tárgyalt mechanikus műszereknél. A barometrikus nyomásváltozásból eredő összes mérésben kompromisszumot kell kötni a levegő tehetetlenségéből adódó problémákkal. 
Egy másik elképzelés szerint egyetlen elektronikus nyomásmérő szenzor jeleit értékelik ki másodpercenként többször is, és az időegység alatt mérhető változást lehet megfelelő átszámítással variométerszerű kijelzéssé lefordítani. A kézi elektromos műszerek többnyire ezt a megoldást alkalmazzák, mivel ezt a legolcsóbb előállítani. Folytak kísérletek rádióhullám-visszaverődés alapú variométerekkel is, de a légköri elektromos jelenségek és a domborzat zavaró hatásai miatt ezek végül nem terjedtek el.

### GPS-alapú variométer
Az igazi áttörést a GPS-alapú megoldások hozták, ahol a gép helyzetének pontos ismeretében a függőleges eltérések mértéke is nagyon pontosan követhető. A digitális variométer a GPS-vevők jeleit kiértékelve képes a repülőgép függőleges mozgásának tendenciáját kijelezni, ráadásul a képernyők adta szabadság miatt egy gombnyomással lehet átváltani az egyes mértékegységek között, amelyeket a műszerbe épített apró célszámítógép azonnal, valós időben kezel. A megoldás olcsó, egyszerű, és már kézi kivitelben is létezik, amit siklóernyősök és egyéb könnyűszerkezetű repülőeszközök pilótái is használni tudnak. A korszerű repülésben a Glass cockpit elektronikus műszerei GPS-alapú kijelzéseket adnak, a barometrikus műszer csak mint segédműszer van jelen, az esetleges elektromos meghibásodás esetére.